# Евангелическо-лютеранская церковь Париккалы
Евангелическо-лютеранская церковь Париккалы (фин. Parikkalan kirkko) — одна из трёх действующих лютеранских церквей финского муниципалитета Париккала. Церковь была построена из дерева в 1817 году по чертежам государственного архитектора Карло Басси. В плане она выглядит как греческий крест, осложнённый четырьмя выступами между крыльями, образующими расширенное пространство в средокрестии. Церковь вмещает до 1600 прихожан.

## История
Сенат Финляндии одобрил проект и чертежи Карло Басси 9 марта 1813 года, после чего началось строительство. Реализация проекта заняла три года, хотя по изначальному распоряжению руководителя строительных работ Матти Салонена расчётное время строительства должно было составлять только четыре месяца. Согласно договору, Матти Салоненy заплатили 20 бочек ржи и 200 рублей за труд. Все остальные 28 плотников получили зарплату 50 рублей, одну бочку ржи и половину бочки ячменя. Также все члены прихода, достигшие 16 лет, были обязаны отработать на стройке бесплатно три дня, каждый в свою очередь. В 1817-м в церкви прошло первое богослужение, хотя завершение строительные работы и окончательная отделка продолжались ещё 20 лет.

## Колокольня

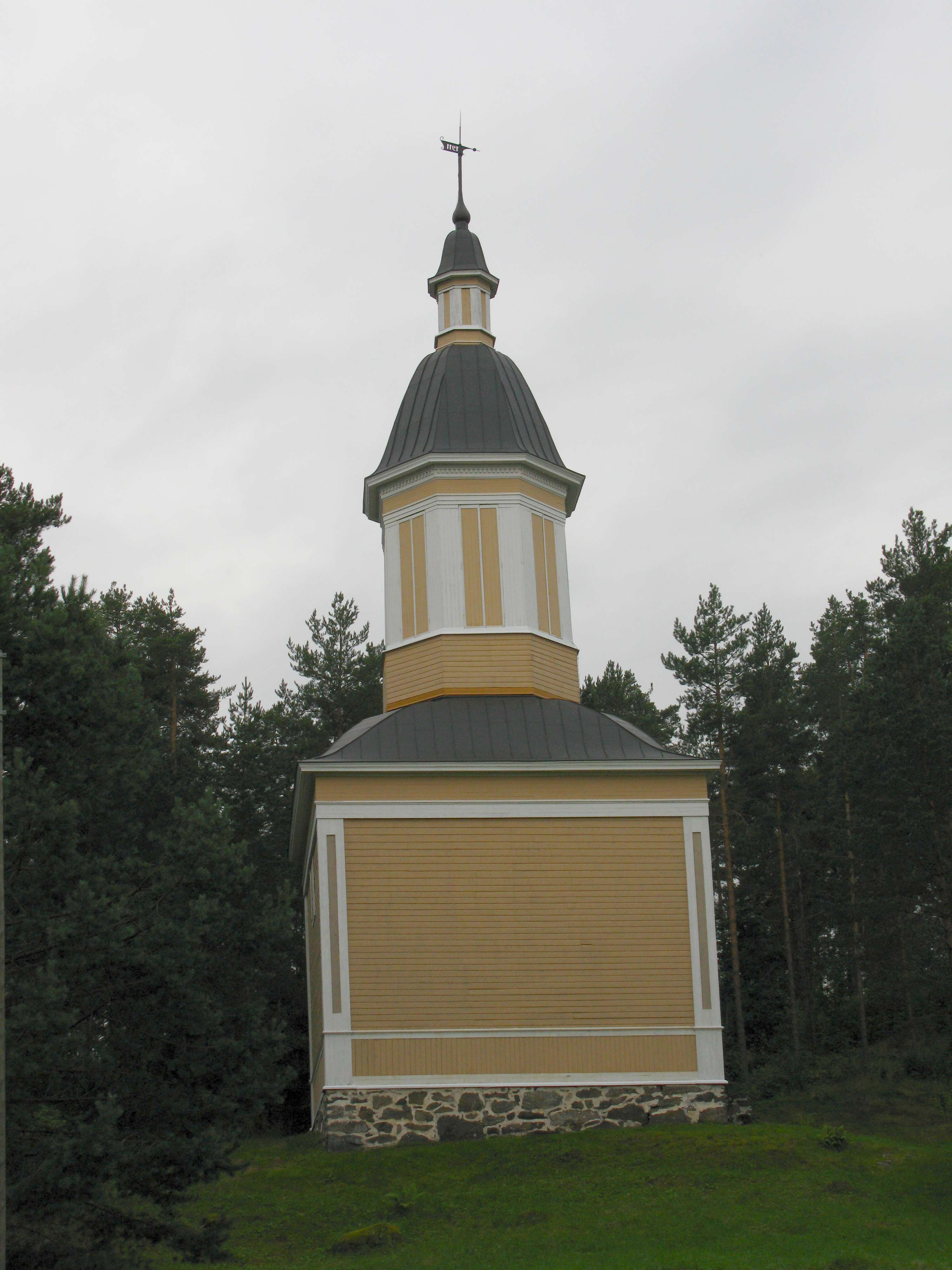
Колокольня

Колокольня, расположенная в западной стороне от корпуса церкви, была построена одновременно с ней. Оригинальный колокол пришёл в негодность в 1832 году из-за неопытности совсем юного звонаря. Новый колокол был приобретён через год. В начале на колокольне был только один колокол, однако в 1845 году было решено приобрести второй колокол большего размера. Он был куплен в Петербурге в 1847 году за 114 рублей и 28 копеек. Он тоже был повреждён, но его смогли починить. В 1852 году колокол увезли обратно в Петербург, где он был продан. На собрании сельской общины в 1855 году было принято решение о приобретении нового колокола, который был куплен в Хельсинки и установлен в 1858 году. Сегодня он висит на колокольне рядом с колоколом 1833 года.

## Ремонты и реставрация
В 1833 году стены церкви решили обшить досками. В 1838—1839 годах наружные стены здания были выкрашены традиционной красной краской. В 1859 году здание было перекрашено в жёлтый. В те времена церковь также была полностью отреставрирована, а её площадь расширена. В этом виде она существует до сих пор. В 1880 году вдова трубочиста Анна Тиайнен подарила приходу 500 рублей, и благодаря этому появилась возможность приобрести в церковь алтарную картину, на которой изображен евангельский сюжет Преображения Господня. В 1911 году в церкви было установлено отопление и был построен потолок. При следующем значительном ремонте в 1970-х годах потолок был снят, а внутреннее помещение здания было покрашено. Старая система отопления церкви при этом была заменена на электрическую.

## Орган
В 1906 году была создана комиссия для приобретения церковного органа. Было решено заказать и купить инструмент у органной фабрики Кангасала за 19 800 марок. Органный мастер Брор Аксел Туле изготовил для церкви орган из 1500 труб с 30 регистрами. Через два года орган был установлен и прошёл апробацию на концерте, на котором выступил, в частности, знаменитый финский композитор Оскар Мериканто. В 2008 году орган, отметивший 100-летний юбилей, был отреставрирован.

## Церковь сегодня

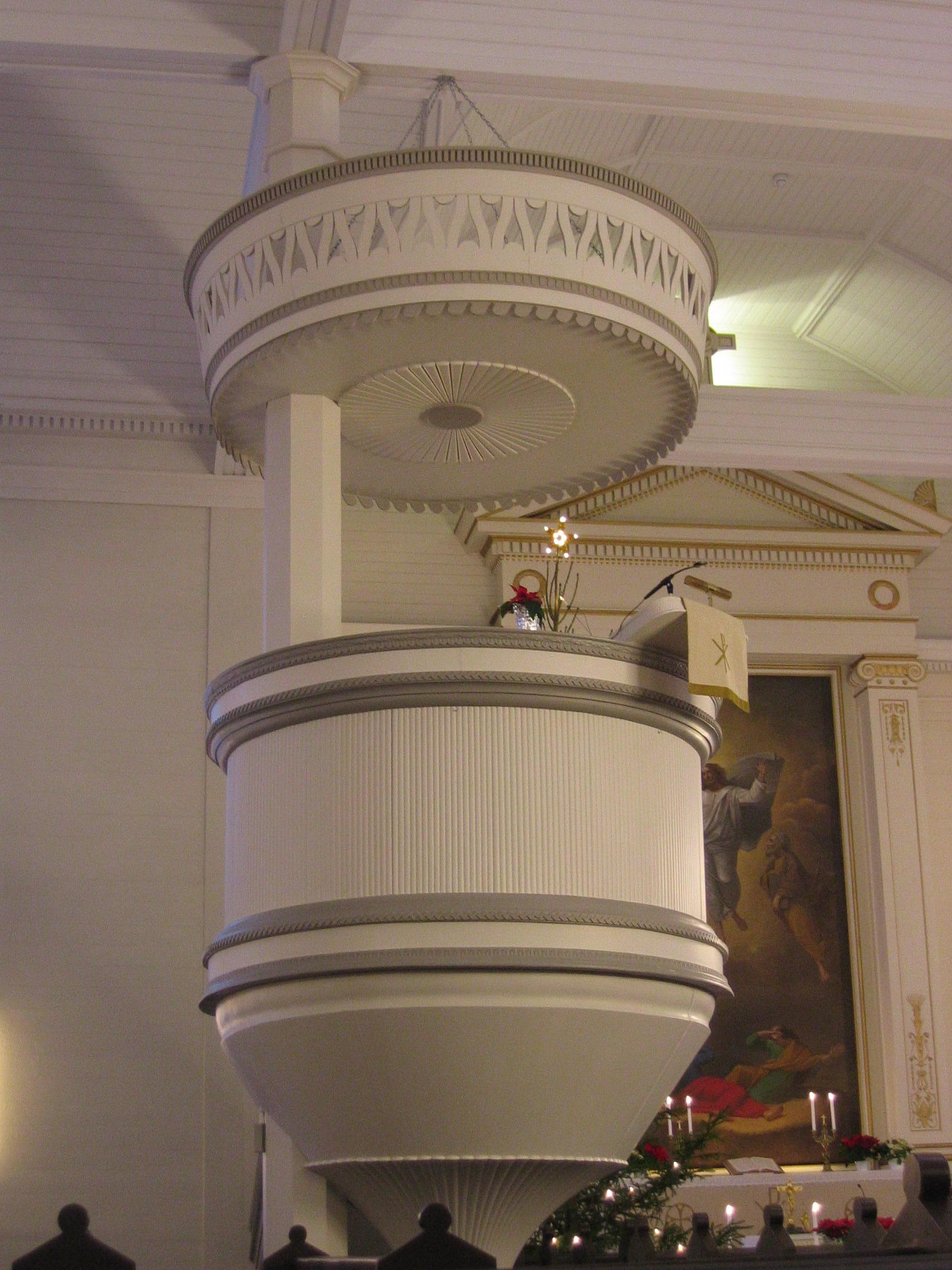
Церковная кафедра

В настоящее время церковь активно используется евангелическо-лютеранским приходом Париккала. Богослужения проходят каждое воскресенье. Летом церковь открыта для туристов и там работает гид.

## Интересные факты
Церковь Париккалы была построена на участке, принадлежавшем крестьянину по фамилии Парикка. Поэтому весь поселок вокруг церкви носит название Париккала.